# ICMP Router Discovery Protocol
En redes de computadoras, ICMP Internet Router Discovery Protocol (IRDP) o Internet Router Discovery Protocol es un protocolo que utiliza mensajes ICMP router advertisement y router solicitatio para permitir a un nodo descubrir la dirección de routers operacionales en una subred IPv4.
Este protocolo es utilizado en IP móvil para cuando un nodo móvil se encuentra cambiando constantemente de subred sin tener que perder comunicación con su "Home Agent" (HA).

## Funcionamiento
Para que un nodo pueda enviar paquetes dentro de la red a la cual se encuentra conectado, este debe encontrar al menos un enrutador operativo en dicha subred. Usualmente esto se logra mediante dos técnicas; al leer una lista con una o más direcciones de enrutadores desde un archivo de configuración (posiblemente remoto), o bien, al escuchar en enlaces multicast el tráfico de paquetes de protocolos de enrutamiento. Estos métodos tienen sus inconvenientes; en el caso del archivo de configuración, este debe ser mantenido manualmente, y en el caso de escuchar el tráfico de paquetes de protocolos de enrutamiento, el nodo debe conocer el protocolo en particular que es usado en la subred a la cual se encuentra conectado.
Como solución a lo anterior se utilizan mensajes ICMP "Router discovery" que son llamados "Router Advertisements" (RA) y "Router Solicitations" (RS). Periódicamente los routers envían mediante multicast mensajes RA a través sus interfaces la dirección de cada una de ellas. De este modo los nodos simplemente deben escuchar dichos mensajes multicast para descubrir las direcciones de los routers vecinos. Por otro lado el nodo puede transmitir mensajes RS cuando se conecta a una subred, de esta forma no debe esperar a recibir la llegada de mensajes RA. Solo si no recibe respuesta, el nodo retransmite los mensajes RS, esto solo un número limitado de veces, una vez pasado dicho número, el nodo desiste su solicitud.
Finalmente, si hay routers que se levantan o por falla del enlace (pérdidas de paquetes), estos son descubiertos gracias a la transmisión periódica de los mensajes RA.